# Krestjanskaja Zastava
Krestjanskaja Zastava (Russisch: Крестьянская застава uitspraakⓘ) is een station aan de Ljoeblinsko-Dmitrovskaja-lijn van de Moskouse metro. 

## Geschiedenis
Het station is genoemd naar het gelijknamige plein boven de metrostations Proletarskaja en Krestjanskaja Zastava. In 1919 kreeg het plein de huidige naam ter ere van de boerenstand (Krestjanskaja) en de historische douanepost (Zastava) die hier lag. Daarvoor heette het plein Spasskaja Zastava, waarbij Spasskaja te danken is aan het Novospasskiklooster dat vlakbij aan de Moskva ligt. Het metrostation werd op 28 december 1995 geopend en op 23 juli 1997 werd het het eerste overstappunt tussen twee metrolijnen buiten de Koltsevaja-lijn. Dagelijks vertrekt de eerste metro naar het noorden om 5:46 uur en naar het zuiden om 5:58 uur. 

## Ligging en inrichting
Het station heeft een ondergrondse verdeelhal die met roltrappen met zuidkant van de middenhal tussen de perrons is verbonden. Na de opening is vanuit de verdeelhal een verbindingstunnel naar het midden van het perron van Proletarskaja aan de Tagansko-Krasnopresnenskaja-lijn gebouwd en sinds 23 juli 1997 kunnen de reizigers inpandig overstappen tussen de twee lijnen. Het station is gebouwd als kolommenstation echter met een bodemplaat zonder vrije ruimte onder het perron. Vanwege de diepte van meer dan 40 meter zijn kolomwanden toegepast om het draagvermogen van het gewelf te vergroten. Krestjanska Zastava was het eerste metrostation dat in Moskou met kolomwanden is gebouwd. De andere, Doebrovka, Troebnaja en Dostojevskaja, bevinden zich ook aan de Ljoeblinsko-Dmitrovskaja-lijn. De inrichting van het station is gewijd aan het thema boerenarbeid wat in verschillende mozaïeken, van de hand van N.I. Andronov en J.A. Sjisjkov, op de kopse kanten van de kolomwanden tot uitdrukking komt. De kolomwanden en de tunnelwanden zijn bekleed met lichtgekleurd marmer. De vloer bestaat uit grijs en zwart graniet, de tl-verlichting zit in uitsparingen aan de onderkant van het gewelf.

## Galerij

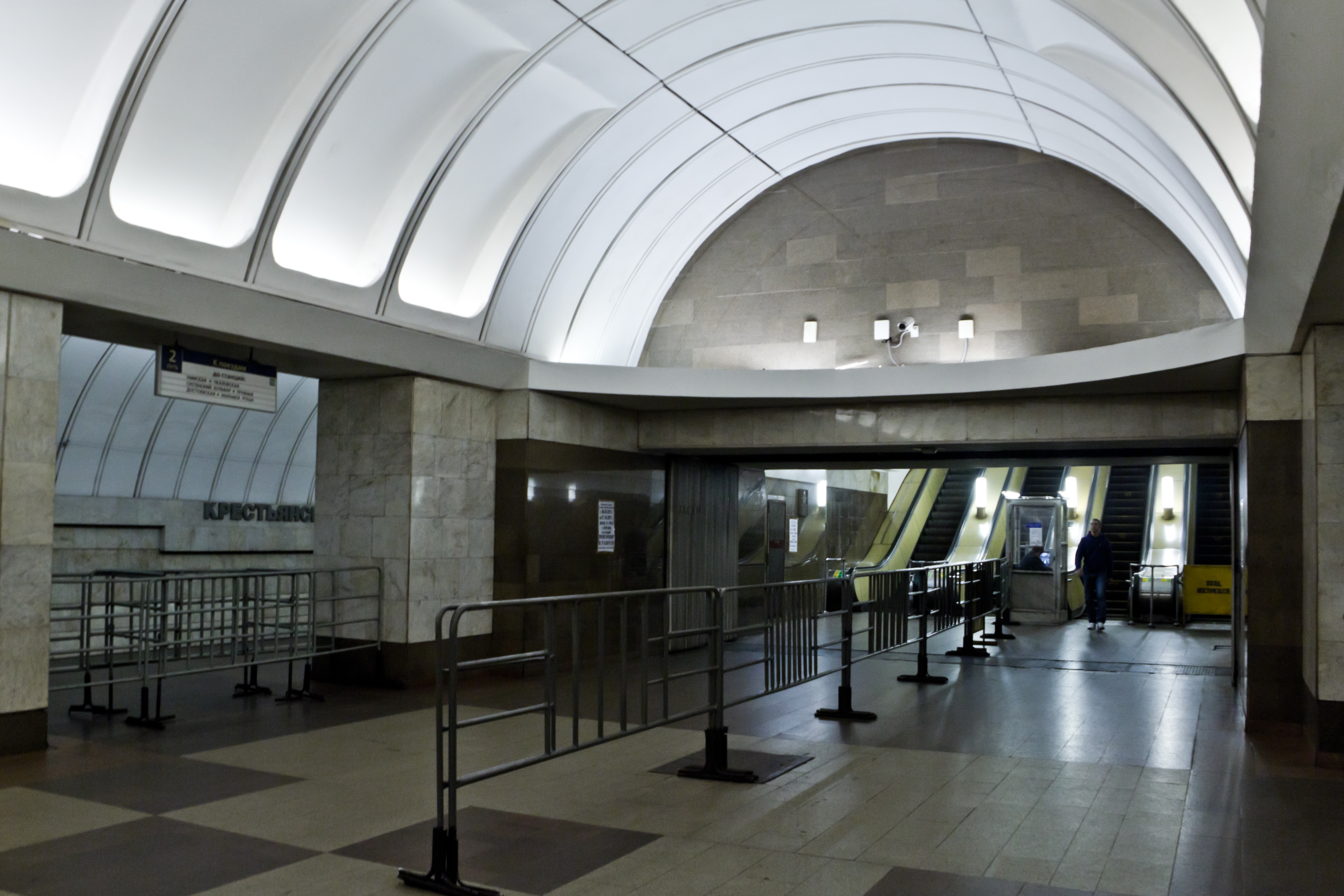
Onderaan de roltrappen
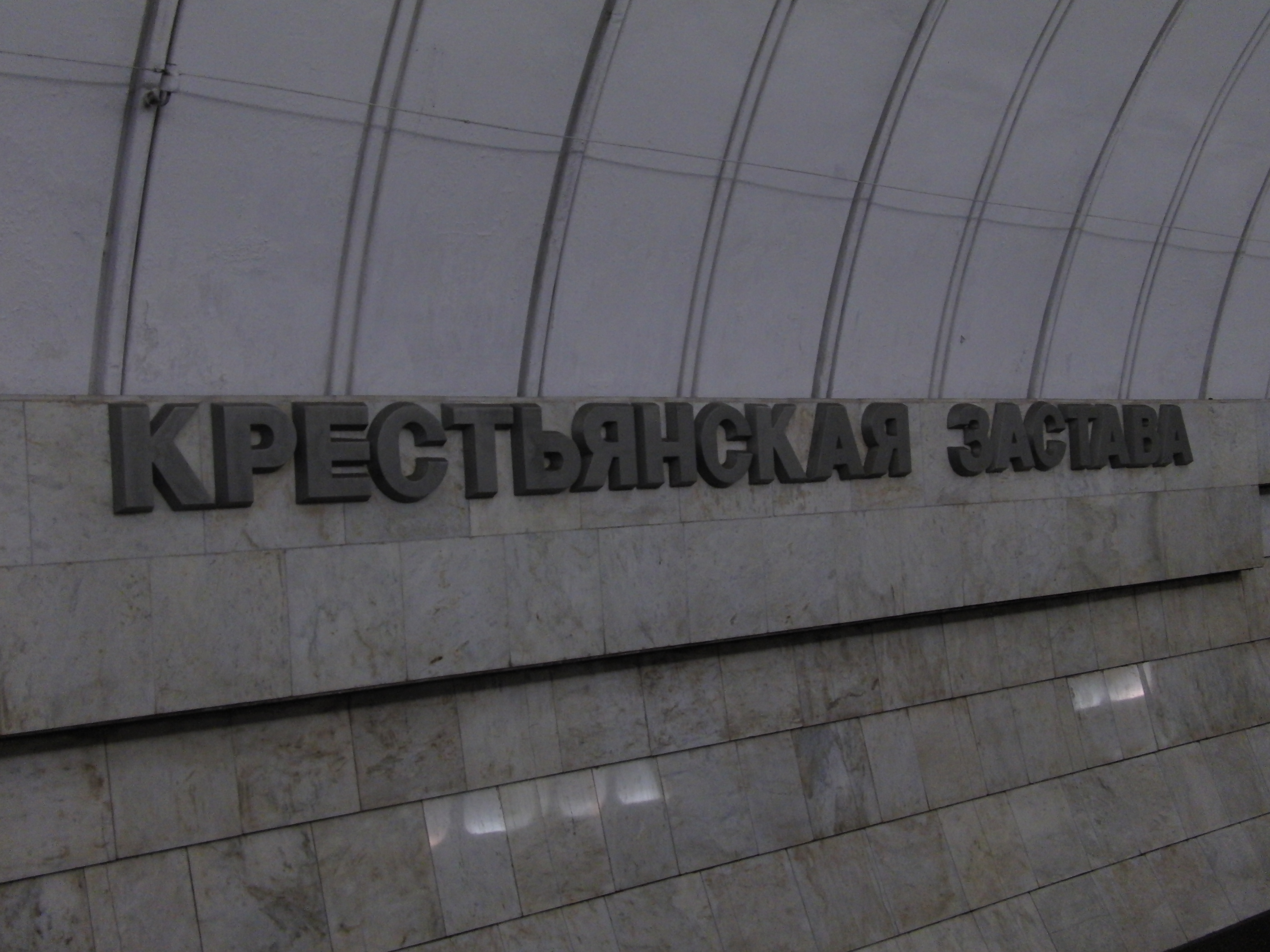
De naam op de tunnelwand
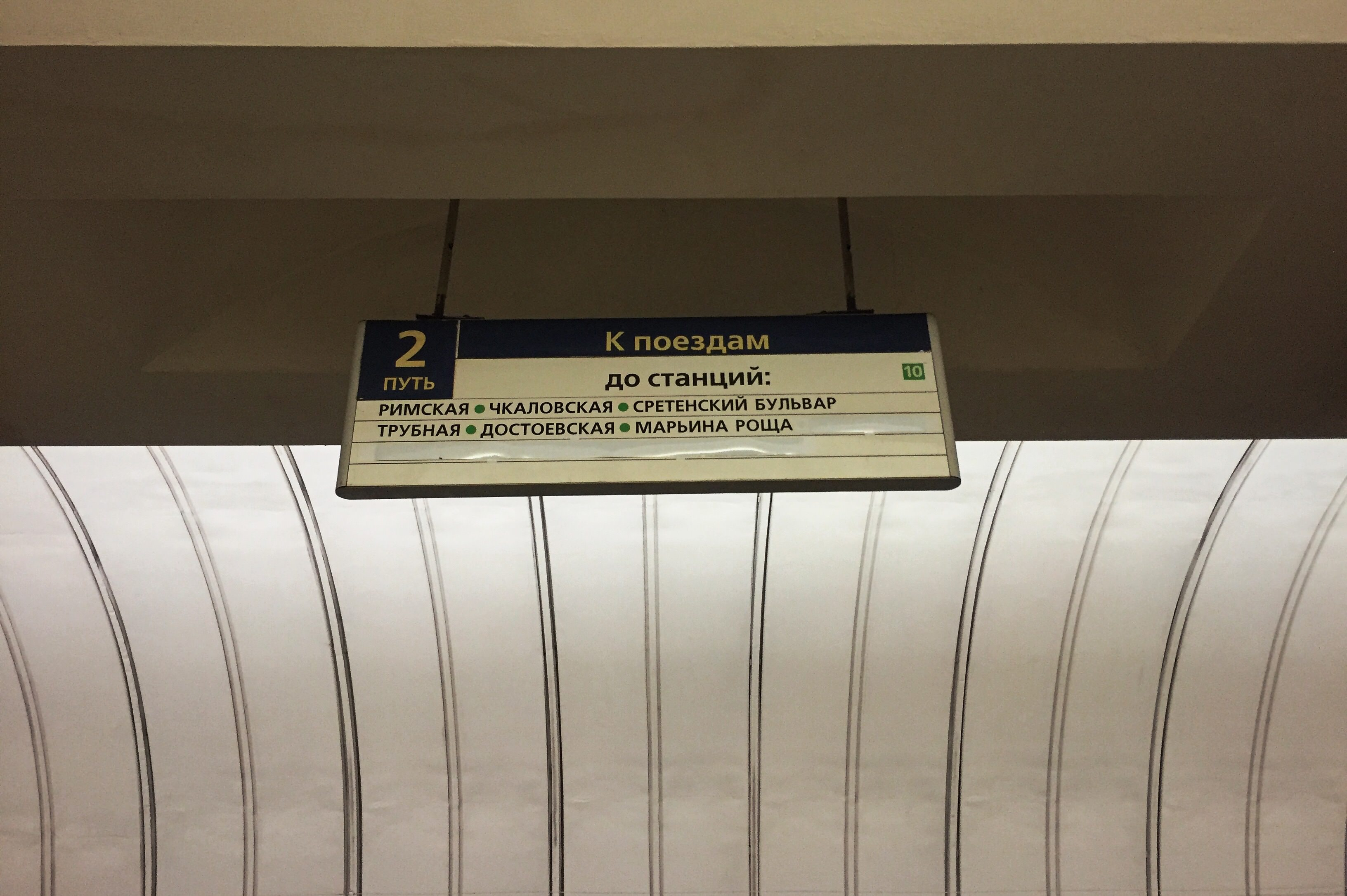
Het routebord voor de metro's naar het noorden op spoor 2